# Sonic Racing: CrossWorlds
Sonic Racing: CrossWorlds (ソニックレーシング クロスワールド?, Sonikku Rēshingu KurosuWārudo) è un videogioco di corse imminente sviluppato dal Sonic Team della serie Sonic the Hedgehog. Il gioco verrà pubblicato globalmente da Sega per le piattaforme Nintendo Switch, Nintendo Switch 2, PlayStation 4, PlayStation 5, Xbox One, Microsoft Windows e Xbox Series X e Series S il 25 settembre  2025 e funge da sequel a Team Sonic Racing.

## Modalità di gioco
Il gioco è un simulatore di guida come il suo predecessore, Team Sonic Racing, anche se non mantiene le meccaniche cooperative. I giocatori partecipano a gare da tre giri su un circuito e raccolgono potenziamenti per chiudere con la migliore posizione possibile, esattamente come nei giochi simili alla serie di Mario Kart. Il giocatore può scegliere veicoli normali (che in certi punti del circuito si trasformano in barche o aerei come in Sonic & All-Stars Racing Transformed) o gli Extreme Gear dalla trilogia Riders, usando inoltre una meccanica basata sul turbo. Per la prima volta in un simulatore di guida di Sonic è possibile scegliere tra più di un veicolo per un solo personaggio, che avendo statistiche individuali influisce le prestazioni del veicolo selezionato. I veicoli sono divisi in cinque classi, ognuna delle quali ha una statistica prominente tra velocità, accelerazione, potenza, maneggevolezza e turbo. Si possono sbloccare veicoli e combinare i loro componenti a piacimento per crearne di personalizzati, ma alcuni richiedono più di uno slot per essere equipaggiati.
Il gioco avrà 24 circuiti e dopo il primo giro, chi è in testa può scegliere a quale dei due "Ring di trasferimento" (Travel Ring) accedere, cioè grandi portali a forma di anello che conduce a uno dei 15 "CrossWorld", per poi tornare al circuito normale nell'ultimo giro. Nei CrossWorld è possibile attivare meccaniche e conseguenti effetti casuali, mentre nel terzo giro cambiano alcuni elementi del circuito normale, aprendo nuovi percorsi e scorciatoie. Oltre alle modalità Gran Premio e Crono vi sono altre modalità come sfide e "Parco delle Corse" (Race Park). È possibile giocare in multigiocatore locale e fino a 12 giocatori con la connessione.

### Personaggi
Sega ha affermato che il gioco avrà la gamma di scelta più ampia di tutti i simulatori di guida. All'uscita saranno disponibili 23 personaggi e finora 15 sono stati confermati; altri otto sono stati visti nei materiali promozionali, anche se non sono stati ufficialmente confermati. Altri personaggi saranno disponibili con contenuti scaricabili, assieme a personaggi da altri franchise Sega. Nella Digital Deluxe Edition vi sono un pass stagionale che permette di scaricare personaggi ospiti di terze parti e i personaggi di Sonic Prime; chi preordina il gioco avrà anche Sonic the Werehog come personaggio, adesivo e veicolo.
Personaggi giocabili
- Amy Rose
- Big
- Blaze
- Charmy Bee
- Cream e Cheese
- Dottor Eggman
- E-123 Omega
- Egg Pawn
- Espio
- Jet
- Knuckles
- Metal Sonic
- Rouge
- Sage
- Shadow
- Silver
- Sonic

- Storm
- Tails
- Vector
- Wave
- Werehog (preordine)
- Zavok
- Zazz

Crossover
- Hatsune Miku (Project DIVA)
- Joker (Persona 5)
- Ichiban Kasuga (Yakuza)

Deluxe Edition, Sonic Prime
- Knuckles the Dread
- Rusty Rose
- Tails Nine

Contenuti Scaricabili (DLC)
Minecraft
- Alex
- Creeper
- Steve

Pac-Man
- Pac-Man
- Fantasma Arancione
- Fantasma Celeste
- Fantasma Rosa
- Fantasma Rosso

SpongeBob SquarePants
- SpongeBob
- Patrick Stella

TMNT - Caos Mutante
Avatar Legends

## Sviluppo
Il gioco sta venendo realizzato dal Sonic Team e alcuni creatori della serie di videogiochi tratti da Initial D. Si è deciso di includere veicoli trasformabili e gli Extreme Gear per accontentare i fan, rendendo CrossWorlds il culmine di tutti i titoli di corsa della serie usciti finora.
Tra il 13 e il 19 febbraio Sega ha organizzato una prova online del gioco con 6 tracciati, 5 "CrossWorlds", 9 personaggi, 16 veicoli e possibilità di personalizzazione esclusivamente su PS5, accessibile a numero chiuso tramite iscrizione. Chiunque abbia partecipato al test, tenutosi dal 22 al 24 febbraio, ha poi compilato un sondaggio per fornire preziosi feedback e un bonus per il prodotto finale al momento ignoto.